# Huaricanga
Huaricanga est la plus ancienne ville de la civilisation de Caral (ou civilisation de Norte Chico), au Pérou. Selon des sources espagnoles : « Elle existait vers 3500 av. J.-C. et était la plus ancienne ville des Amériques et l'une des premières villes du monde ». 
Ce site daté de « l'archaïque tardif  » est situé dans la vallée aride du Río Fortaleza, un petit fleuve qui se jette dans le Pacifique sur la côte centrale nord du Pérou.  

## Situation
Le site archéologique de Huaricanga se trouve à 25 km au nord de la ville de Paramonga dans le département de Lima, province de Barranca, sur la route n°16, 700 m à l'ouest avant l'entrée du petit village qui lui donne son nom.  
Le village de Huaricanga est à la frontière des départements d'Áncash et de Lima dans une dérivation de la route panaméricaine vers la ville de Huaraz.  Le village est réparti des deux côtés de cette route et sur les rives du río Fortaleza. La plupart de ses 350 habitants se consacrent à l'agriculture, une activité favorisée par la rivière et par un canal d'irrigation qui court presque parallèlement à la route. Un petit pourcentage des habitants est engagé dans le commerce.
La plupart des maisons sont d'apparence rustique, bien que ces dernières années soient apparus des bâtiments faits de matériaux plus modernes. Au cours de la dernière décennie, la ville a subi une légère expansion, avec l'ajout de quelques bâtiments au-delà de la route, qui est le véritable cœur de la ville. Il y a aussi une école primaire et secondaire et deux petites églises.
À Paramonga, se trouve un autre site archéologique, une forteresse d'adobe de la civilisation Chimú.

## Histoire
Il y a 5 000 ans, la région a donné naissance à la première civilisation des Amériques, connue sous le nom de Caral-Supe ou Caral. Ruth Shady, une archéologue péruvienne, a d'abord identifié cette civilisation comme une culture indépendante et écrit à ce sujet depuis 1994. 
Des chercheurs nord-américains se sont également joints à elle pour mener des fouilles archéologiques, enquêter sur la région et faire connaître le travail dans des sources anglophones. Ces recherches et publications ont modifié la compréhension de l'histoire des hautes terres andines.
Cette région de la côte pacifique centrale nord du Pérou se trouve à environ 160 km au nord de la capitale Lima. Elle englobe quatre vallées fluviales: Fortaleza, Pativilca, Supe et Huaura. 

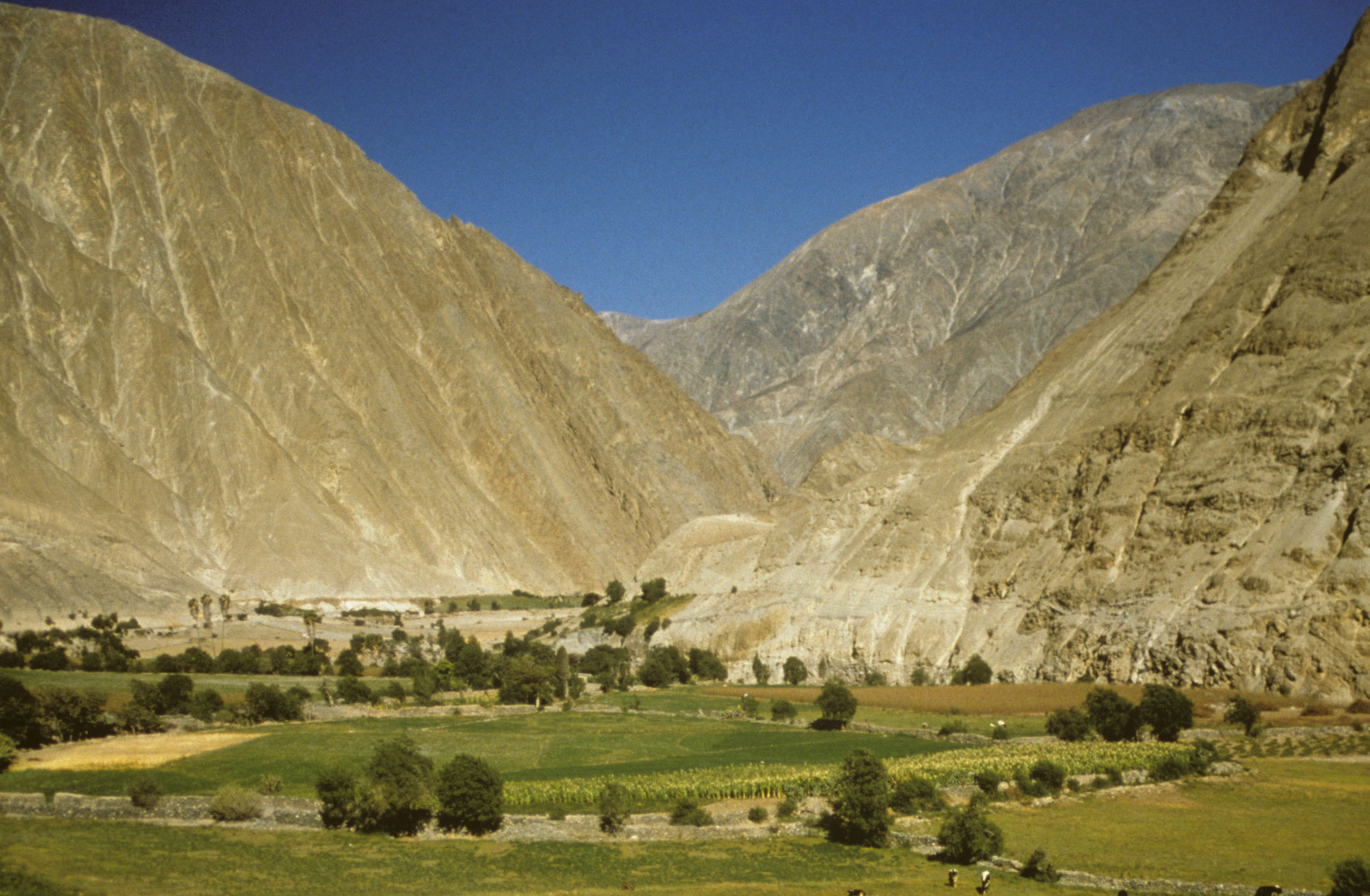
Paysage de la vallée du río Fortaleza.

Des études archéologiques y ont mis au jour 30 sites de l’archaïque tardif, d’une superficie allant de 10 à 200 ha. Tous sont caractérisés par de grandes structures pyramidales, des places cérémonielles et d'autres temples et logements variés.
En outre, des recherches ultérieures dans les vallées de Fortaleza et Pativilca ont trouvé des preuves de la culture du maïs, ainsi que de quatorze autres espèces domestiquées de fruits et légumes. Cela suggère que l'agriculture a peut-être été plus importante pour le développement de la civilisation Caral-Supe qu'on ne le pensait auparavant, comme c'était le cas pour d'autres civilisations indépendantes du monde à l'époque, telles que la Mésopotamie, l'Égypte, la Chine et l'Inde.
Le site de Huaricanga a été fouillé en 2003 et 2007 par le Proyecto Arqueológico Norte Chico. 
Des fouilles archéologiques sont en cours sur le site de Huaricanga dans le cadre du Projet de recherche archéologique de Huaricanga. Ces efforts sont codirigés par Matthew Piscitelli et Carmela Alarcon, en association avec le Field Museum de Chicago, Illinois, États-Unis. 
Ces dernières années, la détérioration des vestiges archéologiques a été signalée en raison de la négligence des autorités et de la déprédation par les huaqueros (pilleurs de tombes). 

## Description
L'excavation de 2007 a mis au jour des preuves d'une structure composée d'un plancher à deux niveaux, d'un banc périmètrique, d'un foyer central et de murs avec des niches. Cela indique que le temple a été construit dans la tradition architecturale de Mito, qui est également visible dans les hautes terres péruviennes. Pourtant, la datation au radiocarbone a confirmé que la structure a été construite vers 2560 av. J.-C. avant les premiers exemples connus de la tradition Mito. Une gamme d'artéfacts a été testée, y compris des fibres végétales mélangées, des fibres de sac et du charbon de bois.
Aujourd'hui, la route Pativilca-Huaraz divise le site qui est bordé à l'ouest par le fleuve Fortaleza. Le site actuel est constitué des vestiges de deux monticules dont le plus grand mesure environ 220 m de côté. Près de ce monticule dominant se trouvaient deux pierres dressées, appelées huancas, qui auraient une fonction cérémonielle sacrée. On pense que Huaricanga a servi de centre religieux. Les habitants ayant persuadé les pêcheurs et les habitants des hautes terres voisines de participer à des rituels saisonniers.
Un troisième monticule en forme de U est situé ici au-dessus de la plaine inondable de la rivière. Il est connu sous le nom d'El Castillo de Huaricanga. La datation des céramiques trouvées à cet endroit, le situe à la « période initiale », soit 1800 à 900 av. J.-C..
Pendant ce temps et pendant la période suivante de l'« horizon précoce » (900 à 200 av. J.-C.), El Castillo de Huaricanga a servi d'arrêt pour les voyageurs en route vers le site religieux majeur de Chavín de Huántar.
Le terrain dans et autour de Huaricanga se compose principalement de roches et de terre aride avec très peu d'arbres. Le climat est généralement sec. Les anciens peuples de Huaricanga étaient complètement dépendants de l'irrigation pour la culture. Certains experts émettent l'hypothèse qu'une fréquence accrue du phénomène météorologique El Niño a aggravé les conditions de pêche, poussant les gens à l'intérieur des terres vers des sites tels que Huaricanga.
On pense que les trois monticules sont des restes de structures pyramidales. Les fouilles de 2007 ont révélé une structure considérée comme un temple, d'une conception similaire, mais antérieure, à la tradition architecturale Mito observée dans les hauts plateaux péruviens.

## Rôle de l'agriculture
Les raisons pour lesquelles tant de civilisations différentes ont émergé au Pérou à la fin de la période archaïque ont longtemps été sujettes de débats. 
De nombreux historiens pensaient que les ressources marines voisines étaient le catalyseur du développement culturel rapide dans la région andine du Pérou, ce qui diffère de la dépendance de la plupart des civilisations ancienne envers l'agriculture et la production d'excédents. 
Des preuves macroscopiques minimales de maïs sur ce site ont conduit les chercheurs à croire qu'il était utilisé simplement à des fins cérémonielles.
Mais, entre 2002 et 2008, les chercheurs ont mené des fouilles exploratoires dans les vallées des ríos Pativilca et Fortaleza, et en ont rendu compte en 2013. Ils ont notamment enquêté sur les sites de Caballete et Huaricanga.
Des paléobotanistes ont examiné des preuves microscopiques trouvées dans des échantillons de sol préhistoriques, des outils en pierre et des coprolithes (matières fécales fossilisées). Ils ont trouvé une abondance de pollen de maïs (Zea mays), ce qui est conforme aux preuves trouvées en Mésopotamie, en Égypte, en Inde et en Chine - d'autres civilisations anciennes qui sont nées du développement de l'agriculture. 
En outre, une grande majorité des outils en pierre examinés ont montré des signes de grains d'amidon de maïs ou de phytolithes de maïs, qui sont des corps de silice végétale. Enfin, la plupart des coprolithes contenaient également ces éléments, ainsi que des traces de patates douces et d'anchois.
Toutes ces preuves suggèrent que l'agriculture a soutenu le développement de la civilisation à Huaricanga et dans toute la région andine. Des recherches récentes indiquent la présence de 14 autres espèces de plantes domestiquées, fruits et légumes. Les chercheurs pensent que ces espèces botaniques ont été utilisées pour des rituels religieux, des rituels de guérison et des matériaux de construction, en plus de la consommation dans l'alimentation.